# Lynn Jenkins
Lynn Haag Jenkins, född 10 juni 1963 i Holton i Kansas, är en amerikansk republikansk politiker. Hon representerade delstaten Kansas andra distrikt i USA:s representanthus 2009–2019.
Jenkins studerade vid Kansas State University och Weber State University i Utah. Hon arbetade sedan som bokhållare i Kansas. Hon var Kansas skattmästare, delstatens finansminister (Kansas State Treasurer) 2003-2008.
Jenkins besegrade sittande kongressledamoten Nancy Boyda i kongressvalet i USA 2008. 
Jenkins meddelade i januari 2017 att hon inte skulle kandidera till omval år 2018 och hennes nuvarande mandatperiod i representanthuset skulle vara hennes sista.
Hon har två barn, Hayley och Hayden. Maken Scott ansökte i november 2008 om skilsmässa efter 25 års äktenskap.